# Samurai Shodown II
Samurai Shodown II connu au Japon sous le titre de True Samurai Spirits: Haohmaru Hell Change (真サムライスピリッツ 覇王丸地獄変, Shin Samurai Supirittsu Haōmaru Jigokuhen), est un jeu vidéo de combat développé et édité en 1994 par SNK sur système d'arcade Neo-Geo MVS, Neo-Geo AES et Neo-Geo CD (NGM 063),,,.

## Chronologie
L'histoire du jeu se passe après Samurai Shodown IV.

## Système de jeu
Avec ce deuxième épisode, SNK repart de zéro et garde presque tous les personnages du premier opus, ajoutant quatre nouveaux personnages, dont Genjuro Kibagami qui se démarque un peu plus des autres personnages et qui apparaîtra dans tous les épisodes de la série. Le gameplay est amélioré et les personnages possèdent de nouveaux coups spéciaux mais la principale nouveauté du jeu réside dans l'ajout de furies. Une nouvelle mécanique vient également s'ajouter au jeu, lorsque le joueur porte un coup puissant à son adversaire alors qu'il est en garde, le joueur est immobilisé pendant deux secondes. Les roulades vers l'avant et l'arrière font également partie des nouveautés de Samurai Shodown II.

## Personnage
- Haohmaru
- Nakoruru
- Genjuro Kibagami (Nouveau personnage) (Protagoniste)
- Ukyo Tachibana
- Charlotte
- Galford
- Jubei Yagyu
- Earthquake
- Kyoshiro Senryo
- Hanzo Hattori
- Genan Shiranui
- Wan-Fu
- Cham Cham (Nouveau personnage)
- Neinhalt Sieger (Nouveau personnage)
- Nicotine Caffeine (Nouveau personnage)
- Kuroko (jouable dans les versions console uniquement)